# Quitmannsturm

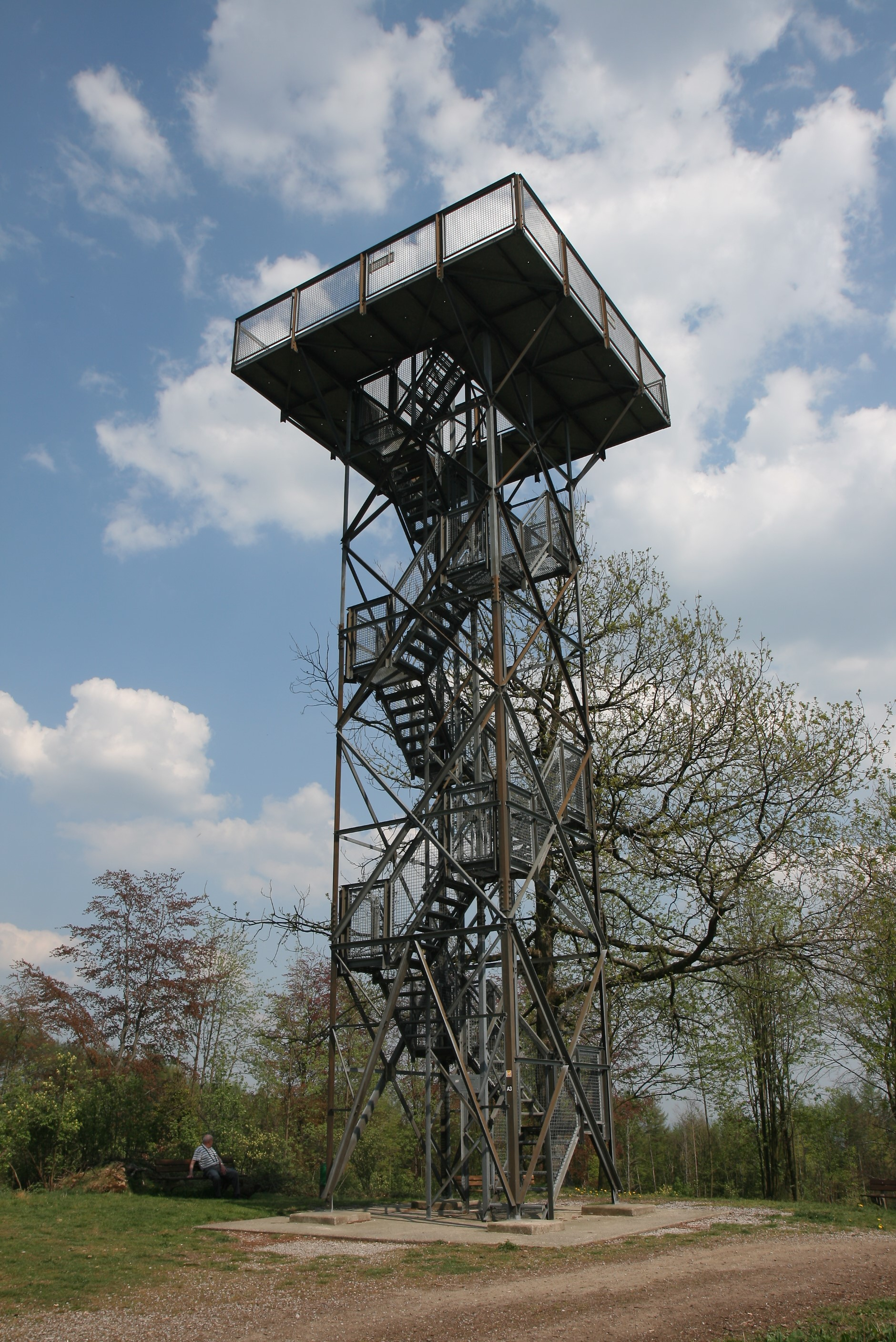
Der Quitmannsturm in Neuenrade

Der Quitmannsturm (oft auch – vermutlich falsch – Quittmannsturm geschrieben) ist ein Aussichtsturm auf dem Kohlberg in Neuenrade. Er wurde 1893 von den nach England ausgewanderten Söhnen des Neuenrader Lehrers Carl Friedrich Quitmann gestiftet. Der Bau verlief allerdings nicht ohne Probleme. Noch vor der geplanten Einweihung zerstörte 1893 ein Wintersturm den Turm. Die Bauarbeiten begannen erneut. Der 14 Meter hohe Turm wurde  von der Firma Krupp Brüninghaus GmbH errichtet. Die Basis des Turmes befindet sich in einer Höhe von ca. 511 m über NN, die Aussichtsplattform auf etwa 524 m über NN. 1986 wurde der Turm von der Stadt Neuenrade erneuert.
Am einfachsten zu erreichen ist er über den Wanderparkplatz „Quitmannsturm“. Seit Juli 2008 führt der Fernwanderweg „Sauerland-Höhenflug“ am Turm vorbei, ebenso weitere Wanderwege.
Vom Quitmannsturm reicht der Blick über Neuenrade hinweg weit nach Osten ins Lennegebirge und das Hochsauerland sowie nach Süden ins Ebbegebirge. Im Südwesten versperren Lärchen die Aussicht. Im Norden und Westen umfasst die Aussicht die nahe gelegenen Täler und Bergrücken der Iserlohner Höhe mit Teilen der Orte Dahle und Evingsen.

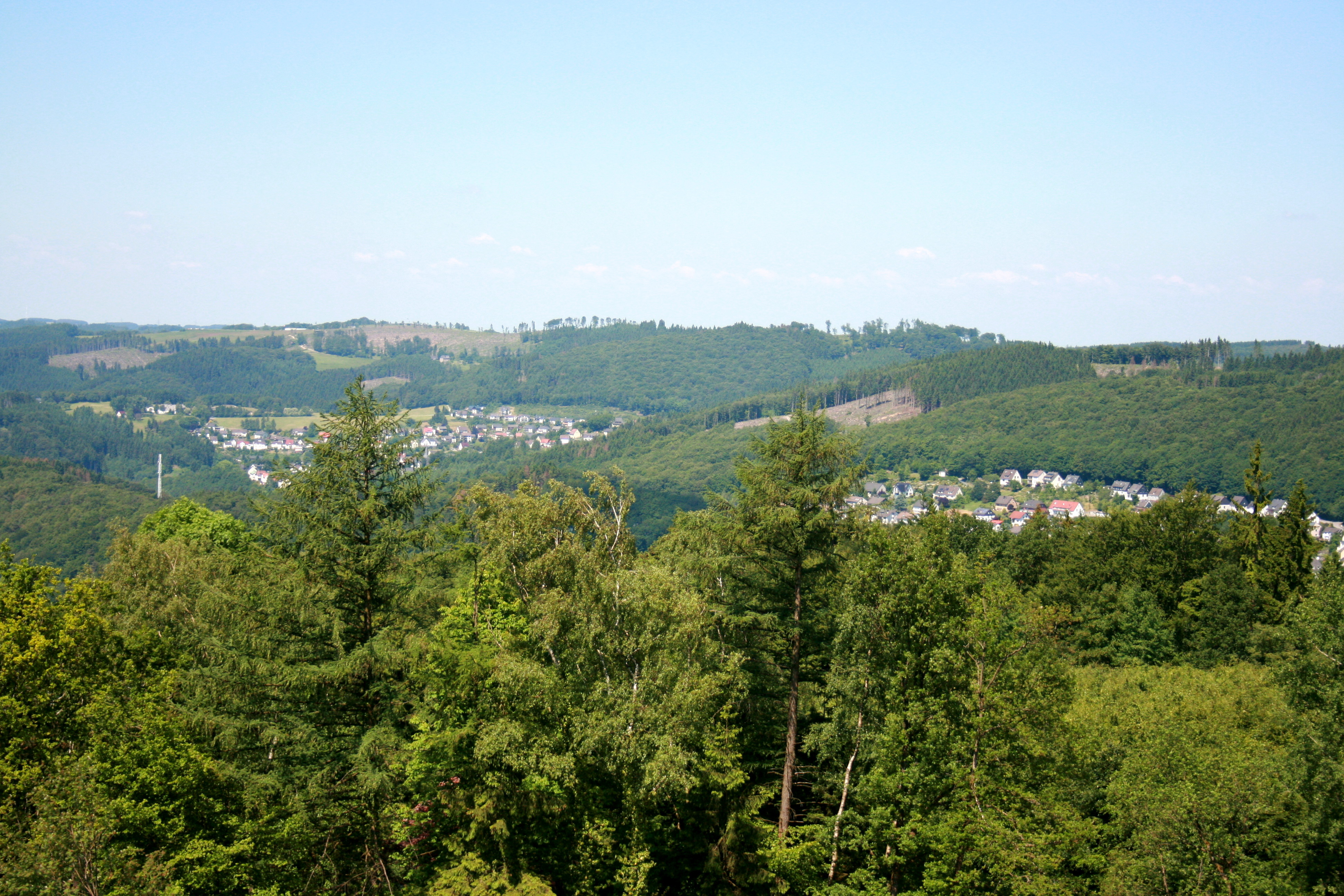
Blick nach Westen 2009
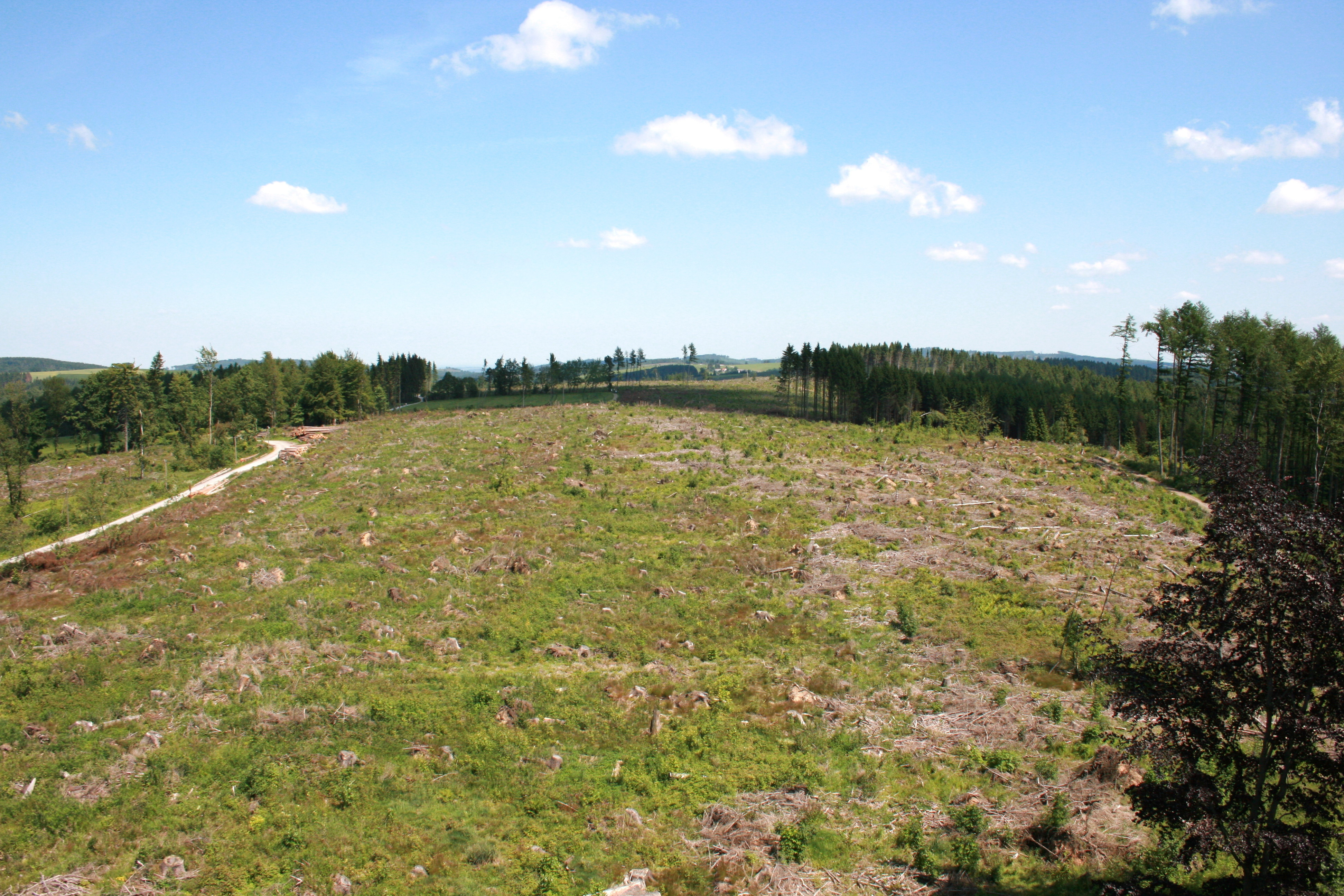
Blick nach Norden 2009
360°–Panoramaaufnahme 2019